# Победа (парк, Харьков)
Парк «Победа» (Парк Победы) — городской парк в восточной части Харькова. Расположен на Салтовке, в Салтовском административном районе.
Парк был заложен в 1985 году в 40-летия Дня Победы на территории бывших коллективных садов.
Ограничен с севера — территорией медцентра ОХМАТДЕТ, с востока — проспектом Тракторостроителей, с юга — Салтовским шоссе, с запада — улицей Гвардейцев Широнинцев.
Площадь парка — около 45 гектаров.
Парк на западе и юге граничит с историческим районом Старая Салтовка.
На территории парка культуры и отдыха расположены аттракционы «Весёлые горки», «цепочная карусель», «Сюрприз» (единственный в г. Харькове, демонтирован в 2015 году), «Трюк» (демонтирован в 2015 году), «колесо обозрения», «Лавочка», вертикальная карусель «Экстрим», «Лодочки» (демонтирован в 2014 году), «Ромашка». Большинство аттракционов были перенесены из парка Горького в процессе его реконструкции.
Со слов администрации ПКиО и лично заведующего аттракционным комплексом, в 2014 году, к 25-летию аттракциона «Весёлые горки», проведена его модернизация, заметная каждому посетителю аттракциона:
— модернизирована система управления силовой частью электрооборудования;
— произведена частичная замена системы электроосвещения аттракциона, предназначенное для обеспечения работы его в темное время суток и эстетического оформления, состоящее из нескольких узлов.. Раскраска аттракциона стала соответствовать современным тенденциям. В ближайших планах:
— восстановление системы звукофикации аттракциона, предназначенной для обеспечения музыкальной и словесной информацией пассажиров и продолжение замены системы электроосвещения, а именно:
а) динамическое электроосвещение монорельса;
б) электроосвещение центральной опоры;
в) электроосвещение вагонов поезда для имитирования одного из видов транспорта.

## Достопримечательности
- Памятник погибшим во время ВОВ жителям Салтовского района.
- Памятник М. В. Ломоносова.
- Харьковский Дворец детского и юношеского творчества с телескопом.
- Ледовый дворец «Салтовский лёд».
- Колесо обозрения (перенесено из парка Горького в 2011)
- Церковь Матроны Московской (Харьков) (арх. Чечельницкий, построена в 2013)